# Peter Sendel
Peter Sendel, né le 6 mars 1972 à Ilmenau, est un biathlète allemand. Aux Jeux olympiques d'hiver, il remporte avec le relais allemand le titre olympique en 1998 et la médaille d'argent en 2002. Il est également double champion du monde de relais et totalise sept podiums individuels en Coupe du monde.

## Biographie
Triple champion du monde junior en relais en 1990, 1991 et 1992, Peter Sendel commence à participer à la Coupe du monde lors de la saison 1993-1994, où il est l'auteur de deux top dix individuels et d'une victoire en relais à Antholz. Il est aussi médaillé de bronze de l'épreuve du Championnat du monde par équipes 1994. L'hiver suivant, il atteint le podium à Lillehammer (troisième de l'individuel). Aux Championnats du monde 1997, il décroche la médaille d'argent par équipes puis le titre sur le relais.
Aux Jeux olympiques de Nagano en 1998, il est huitième de l'individuel puis médaillé d'or du relais avec Frank Luck, Sven Fischer et Ricco Groß. Malgré tous ces succès en relais, il doit attendre la saison 1998-1999 pour retrouver un podium individuel en Coupe du monde, cinq ans après le dernier, sur la poursuite de Lake Placid. En 2000, avec trois deuxièmes places sur des poursuites, il est de nouveau neuvième du classement général et prend la quatrième place de la mass start des Mondiaux d'Oslo, son meilleur résultat individuel dans un grand championnat.
Aux Jeux olympiques d'hiver de 2002 à Salt Lake City, il dispute uniquement le relais, où il gagne la médaille d'argent avec les trois mêmes coéquipiers qu'aux jeux de Nagano. Sendel remporter ses ultimes podiums, avec son deuxième du titre mondial de relais en 2003 et dans la Coupe du monde l'hiver suivant à Osrblie. Il se retire du sport en 2004.
Il devient entraîneur après sa carrière sportive.

## Palmarès

### Jeux olympiques d'hiver
| Épreuve / Édition      | Individuel | Sprint | Poursuite                        | Relais                             |
| ---------------------- | ---------- | ------ | -------------------------------- | ---------------------------------- |
| JO 1998 Nagano         | 8e         | —      | Épreuve inexistante à cette date | Médaille d'or, Jeux olympiques     |
| JO 2002 Salt Lake City | —          | —      | —                                | Médaille d'argent, Jeux olympiques |

Légende :
- : épreuve inexistante lors de cette édition.

### Championnats du monde
| Mondiaux \ Épreuve      | individuel     | Sprint         | Poursuite                        | Départ en masse                  | Relais                    | Course par équipes               |
| 1994 Canmore            | JO Lillehammer | JO Lillehammer | Épreuve inexistante à cette date | Épreuve inexistante à cette date | JO Lillehammer            | Médaille de bronze, monde        |
| 1995 Antholz Anterselva | —              | —              | Épreuve inexistante à cette date | Épreuve inexistante à cette date | —                         | 14e                              |
| 1996 Ruhpolding         | 25e            | —              | Épreuve inexistante à cette date | Épreuve inexistante à cette date | Médaille d'argent, monde  | —                                |
| 1997 Osrblie            | —              | —              | —                                | Épreuve inexistante à cette date | Médaille d'or, monde      | Médaille d'argent, monde         |
| 1999 Kontiolahti / Oslo | 18e            | 50e            | 15e                              | 22e                              | 4e                        | Épreuve inexistante à cette date |
| 2000 Oslo / Lahti       | 6e             | 8e             | 12e                              | 4e                               | Médaille de bronze, monde | Épreuve inexistante à cette date |
| 2001 Pokljuka           | 47e            | —              | —                                | —                                | —                         | Épreuve inexistante à cette date |
| 2003 Khanty-Mansiïsk    | 8e             | -              | -                                | 11e                              | Médaille d'or, monde      | Épreuve inexistante à cette date |
| 2004 Oberhof            | 22e            | 41e            | 27e                              | -                                | -                         | Épreuve inexistante à cette date |

Légende :

 : première place, médaille d'or

 : deuxième place, médaille d'argent

 : troisième place, médaille de bronze

 : épreuve inexistante à cette date

— : pas de participation à cette épreuve

### Coupe du monde
- Meilleur classement général : 9e en 1999 et 2000.
- 7 podiums individuels : 5 deuxièmes places et 2 troisièmes places.
- 14 victoires en relais.

#### Classements annuels
| Année | Classement général final |
| 1994  | 25e                      |
| 1995  | 21e                      |
| 1996  | 32e                      |
| 1997  | 23e                      |
| 1998  | 25e                      |
| 1999  | 9e                       |
| 2000  | 9e                       |
| 2001  | 18e                      |
| 2002  | 20e                      |
| 2003  | 21e                      |
| 2004  | 18e                      |

### Coupe d'Europe
- 1 victoire.